# Yoshizumi Ashikaga
Yoshizumi Ashikaga (jap. 足利義澄 Ashikaga Yoshizumi; ur. 15 stycznia 1481, zm. 6 września 1511) –  28. siogun w dziejach Japonii, 11. siogun siogunatu Ashikaga.
Sprawował władzę w latach 1493–1508 (japoński okres Muromachi). Syn Masatomo Ashikaga, brata ósmego sioguna Yoshimasa Ashikaga.
Po urodzeniu otrzymał imię Yoshitō (niekiedy tłumaczonym na Yoshimichi). Później nazywano go Yoshitaka, ale w historii zapisał się pod imieniem Yoshizumi.

## Życie

### Okres przed objęciem rządów (1481 - 1493)
- 1481 - 15 stycznia przychodzi na świat Toshizumi, jedyny syn Masatomo Ashikagi[2]
- 1489 - ginie Yoshihisa Ashikaga, Yoshizumi zostaje adoptowany przez 6. sioguna Yoshimasę Ashikaga[2]
- 1493 - 10. siogun Yoshitane Ashikaga zmuszony do abdykacji i wypędzony z Kioto przez Masamoto Hosokawę.

### Okres sprawowania rządów (1493 - 1508)
- 1493 - Yoshitane zostaje 11. siogunem z pomocą Masamoto Hosokawy
- 1495 - Sōun Hōjō zdobywa zamek Odawara[4]
- 1500 - 104. cesarz Go-Kashiwabara wstępuje na "wieczny tron"[4]
- 1508 - Yoshioki Ōuchi zbrojnie zajmuje Kioto, Yoshizumi ucieka do Ōmi i zrzeka się urzędu

### Wygnanie (1508 - 1511)
- 1508 - 10. siogun Yoshitane Ashikaga ponownie sprawuje władzę z pomocą Yoshioki Ōuchi[5]
- 1511 - 2 kwietnia przychodzi na świat jego syn, Yoshiharu
- 1511 - 6 września Yoshizumi umiera.

## Następcy
Syn, Yoshiharu Ashikaga, został 12. siogunem.

## ErybakufuYoshizumiego
Lata rządów siogunów dzielone są na ery zwane nengō
- Meiō   (1492-1501)
- Bunki        (1501-1504)
- Eishō (1504-1521)